# Oldcastle, Monmouthshire
Oldcastle (kymriska: Yr Hencastell) är en by i Wales. Den ligger i kommunen Monmouthshire, 10 km norr om Abergavenny. Trakten runt Oldcastle består i huvudsak av gräsmarker. Byn ligger nära gränsen till England, väster om River Monnow och söder om Black Mountains.